# アラン・ボール・ジュニア
アラン・ジェームズ・ボール（Alan James Ball、1945年5月12日 - 2007年4月25日）は、イングランドの元プロサッカー選手、元サッカー指導者。元イングランド代表。現役時代のポジションは、ミッドフィールダー。MBE。

## 選手経歴

### クラブ
グラマースクール卒業後、ボルトン・ワンダラーズFCでプレーを始めるが、「背が低すぎる」という理由でプロ契約には至らなかった。
その後、父がコーチを務めていたブラックプールFCと契約を結んだ。1962年8月のリヴァプールFC戦でクラブ史上最年少の17歳98日にしてプロデビューを果たした。1964年11月のフラムFC戦で初ハットトリック。
1966 FIFAワールドカップでの活躍を受け、1969年8月にエヴァートンFCに11万2000ポンドで移籍。エヴァートンではコリン・ハーベイ、ハワード・ケンドールらとホーリー・トリニティを形成し、1969-70シーズンのリーグ優勝に貢献した。エヴァートンでは公式戦259試合に出場し79ゴールを挙げた。
その後はイングランド内外のクラブを渡り歩き、1983-84シーズンをもって引退した。

### 代表
1965年5月のユーゴスラビア戦でイングランド代表デビュー。
自国開催の1966 FIFAワールドカップでは22人のメンバー中最年少（21歳）で選出された。続く1970 FIFAワールドカップにもメンバー入りしたが、1974 FIFAワールドカップは予選敗退に終わった。1975年5月、代表引退。

## 指導者経歴
| クラブ                 | 就任          | 退任          | 記録 | 記録 | 記録 | 記録 | 記録 |
| クラブ                 | 就任          | 退任          | 試合 | 勝利 | 引分 | 敗北 | 勝率 |
| ---------------------- | ------------- | ------------- | ---- | ---- | ---- | ---- | ---- |
| ブラックプール         | 1980年7月1日  | 1981年2月28日 | 34   | 7    | 10   | 17   | 20.6 |
| ポーツマス             | 1984年5月11日 | 1989年1月17日 | 222  | 94   | 58   | 70   | 42.3 |
| ストーク               | 1989年11月7日 | 1991年2月23日 | 62   | 17   | 21   | 24   | 27.4 |
| エクセター             | 1991年8月6日  | 1994年1月20日 | 135  | 36   | 43   | 56   | 26.7 |
| サウサンプトン         | 1994年1月21日 | 1995年7月2日  | 67   | 22   | 24   | 21   | 32.8 |
| マンチェスター・シティ | 1995年7月3日  | 1996年8月27日 | 49   | 13   | 14   | 22   | 26.5 |
| ポーツマス             | 1998年1月26日 | 1999年12月9日 | 97   | 28   | 26   | 43   | 28.9 |
| 通算                   | 通算          | 通算          | 666  | 217  | 196  | 253  | 32.6 |

## タイトル

### チーム
イングランド代表
- FIFAワールドカップ: 1966[7]

エヴァートン
- フットボールリーグ: 1969–70年
- FAチャリティー・シールド: 1970年

バンクーバー
- 北米サッカーリーグ: 1979年

### 個人
- 大英帝国勲章（MBE）: 2000年
- イングランドサッカー殿堂: 2003年
- カナダサッカー殿堂: 2011年
- プレミアリーグ月間最優秀監督：1回（1995年11月）